# Watson (Minnesota)
Watson es una ciudad ubicada en el condado de Chippewa en el estado estadounidense de Minnesota. En el Censo de 2010 tenía una población de 205 habitantes y una densidad poblacional de 452,29 personas por km².

## Geografía
Watson se encuentra ubicada en las coordenadas 45°0′37″N 95°47′59″O / 45.01028, -95.79972. Según la Oficina del Censo de los Estados Unidos, Watson tiene una superficie total de 0.45 km², de la cual 0.45 km² corresponden a tierra firme y (0%) 0 km² es agua.

## Demografía
Según el censo de 2010, había 205 personas residiendo en Watson. La densidad de población era de 452,29 hab./km². De los 205 habitantes, Watson estaba compuesto por el 98.54% blancos, el 0% eran afroamericanos, el 0% eran amerindios, el 0% eran asiáticos, el 0% eran isleños del Pacífico, el 0.98% eran de otras razas y el 0.49% pertenecían a dos o más razas. Del total de la población el 1.46% eran hispanos o latinos de cualquier raza.